# Tom Rolf
Ernst Ragnar Rolf, bekannt als Tom Rolf (* 31. Dezember 1931 in Stockholm, Schweden; † 14. Juli 2014 in Saint-Calais, Frankreich) war ein schwedischer Filmeditor.

## Leben
Tom Rolfs Eltern Ernst und Tutta Rolf spielten in den 1930er Jahren in einigen schwedischen Filmen mit. Als US Marine diente er im Koreakrieg.
Den Beruf des Editor erlernte Rolf als Assistent von Marsh Hendry. Sein erster größerer Film war French Connection II, der 1975 unter der Regie von John Frankenheimer entstand. 1976 schnitt er für Martin Scorsese Taxi Driver.
1984 bekam er für Philip Kaufmans Der Stoff, aus dem die Helden sind seinen einzigen Oscar. Zuletzt lebte er in London. Als eigenständiger Editor war an mehr als 45 Produktionen beteiligt, zuletzt trat er Ende der 2000er Jahre in Erscheinung.
Im Jahr 2003 wurde Rolf von den American Cinema Editors für seine Leistungen mit dem Career Achievement Award ausgezeichnet.
Er starb am 14. Juli 2014 im Alter von 82 Jahren in seinem Haus in Frankreich an Komplikationen nach einer Operation.

## Filmografie (Auswahl)
- 1965: Die glorreichen Reiter (The Glory Guys) – Regie: Arnold Laven
- 1970: Im Netz der Abwehr (Underground) – Regie: Arthur H. Nadel
- 1970: Ausbruch der 28 (The McKenzie Break) – Regie: Lamont Johnson
- 1971: Leise weht der Wind des Todes (The Hunting Party) – Regie: Don Medford
- 1975: French Connection II – Regie: John Frankenheimer
- 1976: Taxi Driver – Regie: Martin Scorsese
- 1977: Schwarzer Sonntag (Black Sunday) – Regie: John Frankenheimer
- 1977: New York, New York – Regie: Martin Scorsese
- 1978: Blue Collar – Regie: Paul Schrader
- 1980: Heaven’s Gate – Regie: Michael Cimino
- 1983: WarGames – Kriegsspiele (War Games) – Regie: John Badham
- 1983: Der Stoff, aus dem die Helden sind (The Right Stuff) – Regie: Philip Kaufman
- 1986: 9½ Wochen (9½ Weeks) – Regie: Adrian Lyne
- 1987: Die Nacht hat viele Augen (Stakeout) – Regie: John Badham
- 1989: Black Rain – Regie: Ridley Scott
- 1990: Jacob’s Ladder – In der Gewalt des Jenseits (Jacob’s Ladder) – Regie: Adrian Lyne
- 1992: Sneakers – Die Lautlosen (Sneakers) – Regie: Phil Alden Robinson
- 1993: Mr. Jones – Regie: Mike Figgis
- 1993: Die Akte (The Pelican Brief) – Regie: Alan J. Pakula
- 1995: Heat – Regie: Michael Mann
- 1997: Vertrauter Feind (The Devil’s Own) – Regie: Alan J. Pakula
- 1998: Der Pferdeflüsterer (The Horse Whisperer) – Regie: Robert Redford
- 2002: Windtalkers – Regie: John Woo
- 2002: Equilibrium – Regie: Kurt Wimmer
- 2008: Admiral (Адмиралъ) – Regie: Andrei Krawtschuk